# 1277

## Esdeveniments
- Les forces de Pere I sufoquen la tercera revolta mudèjar d'al-Azraq, al sud del Regne de València.
- Moviment popular a Bulgària dirigit per Ivailo[1]

## Necrològiques
- 20 de maig: - la Ciutat del Vaticà (Roma): Pedro Rebuli Giuliani, papa que regnà amb el nom de Joan XXI (n. 1220).[2]